# 列治文奧林匹克橢圓速滑館

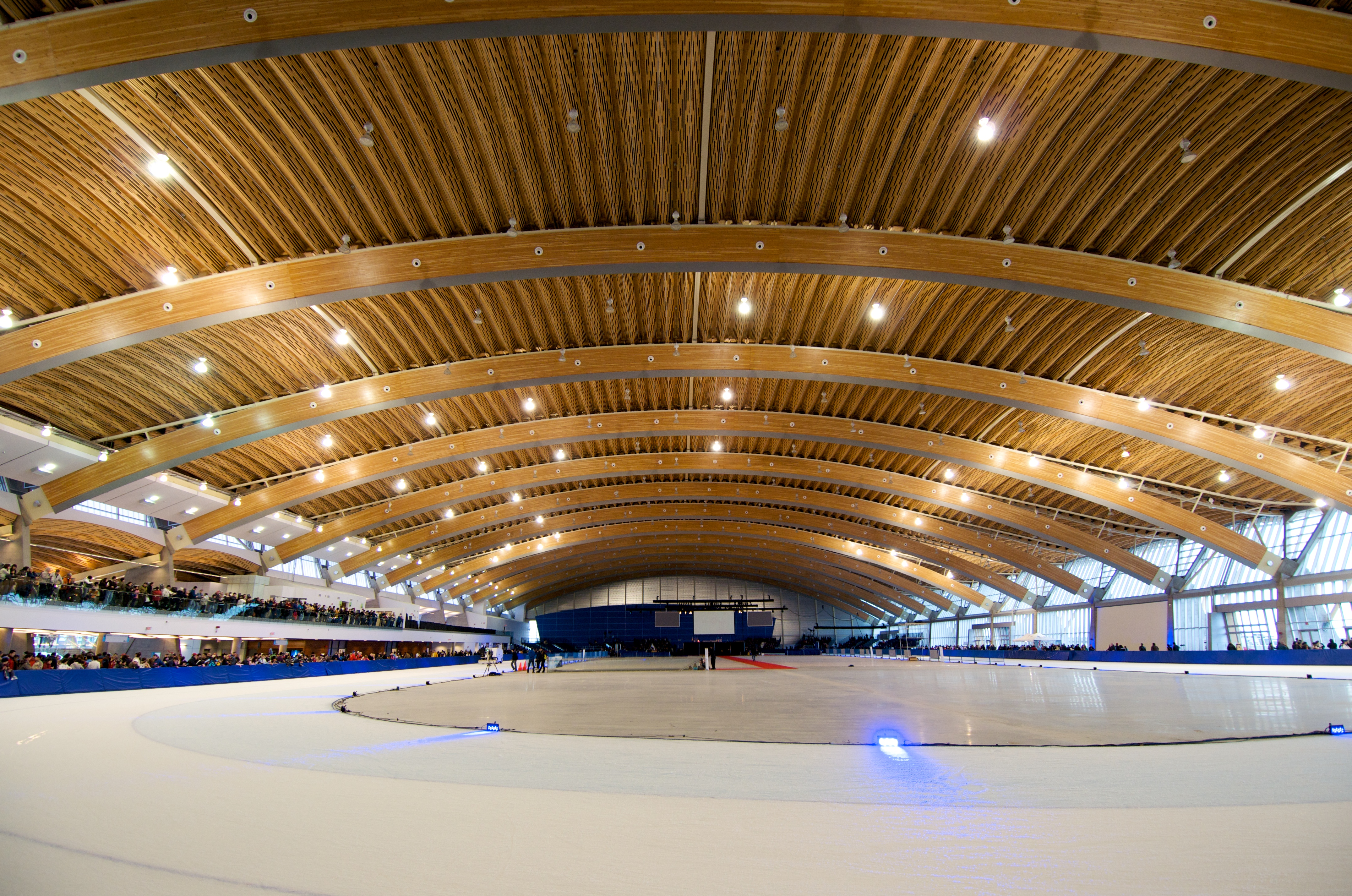
速滑館的木製屋頂

列治文奧林匹克橢圓速滑館（英語：Richmond Olympic Oval），簡稱列治文橢圓速滑館或列治文速滑館（Richmond Oval），位於加拿大卑詩省列治文，是2010年冬季奧運會的速度滑冰比賽場館以及禁藥化驗中心所在。工地被平整後，場館於2006年11月17日動工，並於2008年12月12日正式開幕。整項工程耗資1億7800萬加元。

## 設計
速滑館座落菲沙河中支流的南岸，與溫哥華架空列車加拿大線的蘭斯登站相隔數個街口。場館面積達33,750平方米，可容納8000名觀眾，當中包括面積達20,000平方米的主競技廳，而全長400米的賽道亦置於其中。場館亦採用多種環保設計，如利用冷凍賽道時所產生的廢棄熱來加熱場館的其它部分，並達致美國綠建築協會領先能源與環境設計（LEED）的銀色認證。場館的屋頂起用了蟲蛀木材，呈波浪型設計；此創新設計獲加拿大皇家建築學會嘉許。

## 奧運後狀況
奧運過後，場館將改建成多用途室内體育場所，館内設施包括兩個達奧運標準的溜冰場、八個硬木球場、一條長200米的賽道、和一個運動員訓練中心，而原有的速度滑冰賽道則會被封蓋，日後則可移除蓋板來舉辦大型速度滑冰賽事。館方亦於2010年8月與加拿大華人乒乓球總會簽署協議，在館內設立一個「卓越乒乓球訓練中心」，並於同年9月啓用。

## 外部連結
- Richmond Olympic Oval （页面存档备份，存于）－列治文奧林匹克橢圓速滑館網站
- Richmond Olympic Oval : Vancouver 2010 Winter Olympics（页面存档备份，存于）－2010年冬季奧運會網站 列治文奧林匹克橢圓速滑館簡介

49°10′29″N 123°9′5″W / 49.17472°N 123.15139°W